# Mohamed Saïl
Pour les articles homonymes, voir Sail.
Mohamed Saïl, (en kabyle : Muḥend Sayl, en tifinagh : ⵎⵓⵃⵏⴷ ⵙⴰⵢⵍ), de son nom complet Mohand Amezian ben Ameziane Saïl, est né le 14 octobre 1894 dans le village de Taourirt, situé dans la commune de Souk Oufella. À l'époque, cette région faisait partie du département de Constantine durant la période coloniale ; elle se trouve aujourd'hui dans la wilaya de Béjaïa, en Kabylie. Il est décédé le 27 avril 1953 à Bobigny (Seine). Mohamed Saïl fut un révolutionnaire libertaire.
Enfant, Mohamed est l'un des rares à pouvoir fréquenter l'école primaire pendant une courte période, mais il parvient à devenir autodidacte. Il passe la première moitié des années 1920 à militer contre le militarisme - il s'est rebellé et a refusé de s'enrôler dans l'armée française pendant la Première Guerre mondiale 1914-1918. Il a travaillé comme chauffeur-mécanicien puis réparateur de faïence. Il fut également anarchiste, communiste libertaire, anarcho-syndicaliste, militant anticolonialiste et farouche opposant au nationalisme et à l'État communiste, en plus d'être écrivain et volontaire au sein du Groupe international de la colonne Durruti pendant la Guerre d'Espagne.
Le poète libertaire français Jacques Prévert lui a dédié le poème Étranges étrangers.

## Biographie
Mohamed Saïl est né le 14 octobre 1894 à dans le village de Taourirt de la commune de Souk Oufella dans la province de Béjaïa en Kabylie. Comme beaucoup d'Algériens à cette époque, il a peu fréquenté l’école. Chauffeur-mécanicien de profession, il vécut avec Madeleine Sagot. On sait peu de choses de sa jeunesse ; on apprend par un témoignage (article publié le 6 septembre 1932) qu’il donne au Semeur de Normandie, le journal d’Alphonse Barbé, qu’il est interné pour insoumission puis pour désertion pendant la Première Guerre mondiale : « pendant près de quatre ans, en temps de guerre, je fus insoumis puis déserteur ». Ses sympathies pour le mouvement libertaire sont déjà affirmées. D’après une lettre à Georges Fontenis en février 1953, Mohamed Saïl serait entré dans le mouvement anarchiste en 1911.
Après l’armistice et l’amnistie, et dès la reconstitution du mouvement libertaire, à la sortie de la Première Guerre mondiale il prend (ou reprend) contact avec le mouvement anarchiste, et adhère à l’Union anarchiste où il milite au sein de la Fédération de la région parisienne. En 1923, il constitue, avec son ami le chansonnier Slimane Kiouane, le premier Comité d’action pour la défense des indigènes algériens. Kiouane est né en 1896 à Alger. Il milite à l’Union anarchiste. En 1925, il est membre de la commission administrative de l’UA. Kiouane anime les galas et les fêtes du mouvement. Nous le retrouvons dans les souscriptions du Libertaire dans les années cinquante. À partir de cette date, Saïl traite majoritairement des problèmes coloniaux. Souvent, il transpose l’anticléricalisme libertaire métropolitain hostile principalement à l’Église, à l’islam et aux formes polythéistes des pratiques religieuses, tonnant à plusieurs reprises contre « les marabouts qui avec leur religion bernent les populations ». Il s’inscrit aussi dans la dimension prédictive et volontariste propre à l’anarchisme insurrectionnel. Ainsi, le prophétisme menace lorsqu’il annonce, dans « Le calvaire des indigènes algériens » : « Prenez garde qu’un jour les parias en aient marre et qu’ils prennent les fusils pour les diriger contre leurs véritables ennemis, au nom du droit à la vie et non comme autrefois pour une soi-disant patrie marâtre et criminelle. » À côté de cette dimension, avec son groupe du XVIIe arrondissement de Paris arrondissement de Paris, il tente d’éveiller les consciences et « d’éduquer les parias d’Algérie ». Ce fut alors le seul groupe libertaire à organiser des meetings en langue Arabe et en Français.
Comme, le reste du mouvement libertaire, il fait preuve d’anticommuniste, dont le substrat repose sur la comparaison et l’analogie entre les systèmes répressifs. Saïl proteste régulièrement contre les emprisonnements en Russie soviétique. « Mais en attendant, les pauvres bagnards de Solovieski vous envoient le cri d’amnistie, eux qui ont osé élever la voix contre toutes les dictatures. Quant à nous leurs frères de misère, nous vous crions: “ À bas les deux bagnes celui de Biribi et celui de Solovietski ”. » Entre 1924 et 1926, il semble avoir vécu en Algérie, où il collabore au journal Le Flambeau. Il y dénonce le colonialisme et le code de l’indigénat, et appelle les Algériens à l’instruction, à la révolte et à « rejoindre les groupes d’idées avancées ». À l’époque, il donna également des articles à L’Insurgé d’André Colomer et à L’Anarchie de Louis Louvet, sous la signature « un anarchiste kabyle ». En mai 1925, il fut emprisonné dix jours pour avoir critiqué « le régime des marabouts qui bernent les populations » dans un café à Sidi-Aïch (Kabylie).
En janvier 1932, installé à Aulnay-sous-Bois, il est le gérant du journal local L’Éveil social, qui parait de janvier 1932 à mai 1934 avant de fusionner avec Terre libre. Un article lui vaut des poursuites « provocation de militaire à la désobéissance ». Le Secours rouge international, organisation satellite du Parti communiste, lui apporte son soutien qu’il rejette au nom des victimes du stalinisme et il a répondu à l'organisme en disant : « Aujourd’hui il lui prend la fantaisie de réclamer l’amnistie pour mon cas. Le « Secours rouge » s’attache à démontrer ainsi son indépendance politique, tout comme il s’attache à démontrer le plus souvent possible un internationalisme qui n’exclut pas une soumission servile au gouvernement de Moscou qui torture et emprisonne les meilleurs révolutionnaires dans les bagnes de Russie. Que le Secours rouge sache bien que, anarchiste convaincu, je ne tolérerai jamais que ma défense soit prise par les enfants de chœur du fascisme rouge qui sévit en Russie, pas plus d’ailleurs que par tout autre polichinelle politique qui viendra crier aujourd’hui amnistie pour m’enfermer lui-même demain. Ma carcasse est suffisamment dure pour résister à plus d’un séjour dans les geôles des régimes blancs ou rouges qui pourront porter atteinte à ma liberté. Ce n’est pas pour cela que j’irai implorer la pitié de gens qui ne sont que des rabatteurs de certains politiciens et les valets d’un régime qui ne le cède en rien au régime capitaliste. » La thématique anticolonialiste forme la particularité de son intervention. Il n’est pas le seul. Des opérations militaires contre le soulèvement au Maroc à la dénonciation de l’exposition coloniale, le mouvement anarchiste dans son ensemble dénonce le colonialisme ; la particularité de son intervention est d’analyser la situation algérienne. Tout au long de cette période (1923-1939), Saïl donne aux journaux anarchistes des articles dénonçant « la barbarie coloniale » ou « le cynisme des administrateurs » ou encore les différentes affaires financières et politiques qui secouent l’Algérie. Il proteste contre l’arrestation de Victor Spielman où il dénonce encore une fois « “ la civilisation française en Algérie ” : vol, rapine, incendie, assassinat d’un peuple trop faible pour se défendre, voilà votre œuvre, ce qu’est votre civilisation dans sa triste réalité ». Lorsque la France célèbre en 1930 le centenaire de la conquête de l’Algérie, le mouvement anarchiste lance une campagne de protestation au nom du Comité de défense des indigènes algériens. Saïl Mohamed, alors secrétaire du comité, rédige tracts et communiqués contre « la provocation du centenaire de l’Algérie », dans lesquels il dénonce : « la conquête de l’Algérie [qui] ouvrit, pour la bourgeoisie française, une ère de banditisme coloniale qui n’est point close » et réclame « l’abolition de l’indigénat, le droit syndical, la liberté de la presse, l’extension à l’Algérie de toute la législation française », soulignant par là même le régime particulier du statut colonial et ses lois d’exception.
Plate-formiste, Mohamed Saïl et le groupe de Livry-Gargan furent exclus de l’UACR en 1931, en même temps que la fédération du Languedoc, puis réintégrés en 1933.
Installé ensuite à Aulnay-sous-Bois, il fut gérant du journal local L’Éveil social, qui parut de janvier 1932 à mai 1934 avant de fusionner avec Terre libre. Un article lui valut des poursuites pour incitation de militaires à la désobéissance.
En 1934, il fonda le Groupe anarchiste des indigènes algériens et devint responsable de l’édition nord-africaine de Terre libre dont on ne sait si elle parut effectivement.

## «Affaire Mohamed Saïl»
Le 4 avril 1934, à la suite d'un meeting antifasciste à l’adresse des travailleurs nord-africains, où il avait pris la parole, il fut arrêté à Saint-Ouen par la police, qui le trouva porteur d’un revolver. Perquisitionnant chez lui, elle saisit, selon le Comité de défense sociale, « un vieux fusil Mauser et une grenade vide rapportés du front par le mari de la compagne de Saïl, veuve de guerre ». Pour ces raisons, il fut condamné à un mois de prison pour port d’arme prohibé et fut maintenu douze semaines de plus en détention d’armes de guerre. De sa cellule, il envoya un message de sympathie au congrès dit « d’unité » de l’UA, qui eut lieu à Paris les 20 et 21 mai 1934.
L'Humanité s’interroge sur son arrestation. Le quotidien communiste écrit : « Qui est ce Saïl ? Et tout d'abord qu'est-ce que c'est que ce Saïl qui donne l'occasion de crier aux armements communistes ? Est-ce l'un des nôtres ?»
« Non : c'est un agent provocateur, bien connu déjà dans la banlieue est, et dénoncé comme tel. »
« À Vincennes, où il sévissait, il opérait sous une pancarte où on pouvait lire : "Ravachol partout." »
« Il suffit d'une telle formule pour qu'on voit bien de qui il s'agit, et qu'il s'agit d'un individu qui ne peut avoir aucun lien avec des communistes. »
« C'est bien parce que ce provocateur était connu comme tel qu'il a été arrêté, car il ne pouvait plus servir en liberté, étant brûlé. »
« Il est à noter que, d' après les journaux, Saïl était bien connu pour son activité débordante, et malgré cela, et malgré notamment la sévérité de la police envers les Nord-Africains, il n'avait jamais été inquiété. » Si le droit de réponse demandé est resté lettre morte, la presse libertaire prend sa défense, accusant le gouvernement et l’État d’emprisonner un militant antifasciste et de laisser les militants d’extrême droite en liberté. En réaction aux déclarations de L'Humanité, La Voix libertaire publie un article intitulé : « Saïl Mohamed et les Autrucho-Marxistes » dans lequel il s'en prend à la fois au Gouvernement français et au parti communiste (et son organe journalistique) : « Au moment où les matraqueurs, décerveleurs et assassins réactionnaires stockent par milliers des armes et des munitions de guerre avec la complicité des pouvoirs publics, au moment où le pavé de Paris est encore taché du sang de nombreux prolétaires, au moment où les apprentis dictateurs multiplient les appels au meurtre et ne cherchent même plus à cacher leurs intentions liberticides et leurs préparatifs sanguinaires, Saïl Mohamed a fait ce que tout citoyen conscient, tout prolétaire avisé, tout homme digne de ce nom est appelé à faire aujourd'hui : il a cherché les moyens de prévenir le viol fasciste de sa liberté et d e sa sécurité individuelles les plus élémentaires, en s'armant pour sa propre défense et pour celle des masses laborieuses qu'on veut plier à de nouvelles déchéances. »
« Le gouvernement de la République, en emprisonnant Saïl Mohamed, a prouvé qu'il était l'ennemi naturel des " Droits de l'Homme " et le complice avéré des trublions de droite qui prétendent soumettre la France ouvrière à un régime de bagne et de caserne. »
« Les partis politiques d'opposition, en désavouant Saïl Mohamed, ont prouvé qu'ils sont les serviteurs d'une mauvaise cause, qui n'a rien de commun avec celle de la liberté, et qu'ils sont prêts à vendre au plus offrant la confiance aveugle que leur témoignent encore les masses [...] Le parti Communiste, parti soi-disant révolutionnaire et prolétarien, et qui revendique, paraît-il dans son programme éléctoral la formule démagogique de " l'armement " du prolétariat a fait, une fois de plus, la preuve de son abominable duplicité en matière de lutte de classe. » Il reprend ses activités militantes au sein de l’Union anarchiste et prend part aux débats sur l'organisation qui traversent le mouvement. Partisan d’une structure qui regroupe l’ensemble des courants anarchistes il développe son analyse en tenant compte des leçons espagnoles et de l’action qu’il mène à Aulnay-sous-Bois : « Sachez que si notre groupe dépasse cent cinquante copains à l’heure actuelle, c’est parce que ses animateurs ne sont pas des rigolos mais des anarchistes sans compromission et que, s’ils sont de différentes écoles, ils ne connaissent avant tout qu’un seul idéal et une Anarchie ».
L’Éveil social s’étant entre-temps fondu dans Terre libre (organe mensuel de l’Alliance libre des anarchistes du Midi) dont le responsable était André Prudhommeaux. Il se serait occupé de l’édition nord-africaine. Selon le double principe du fédéralisme et de la presse régionale, le journal contenait des déclinaisons locales.

## Volontaire en Espagne

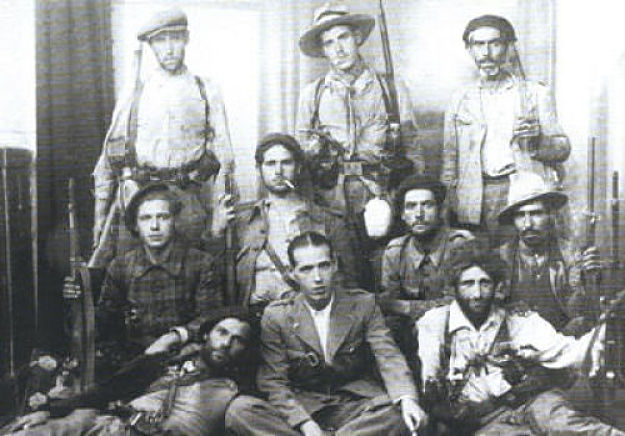
En 1936 en Espagne (au premier rang, au milieu) avec des membres du Groupe international de la colonne Durruti.

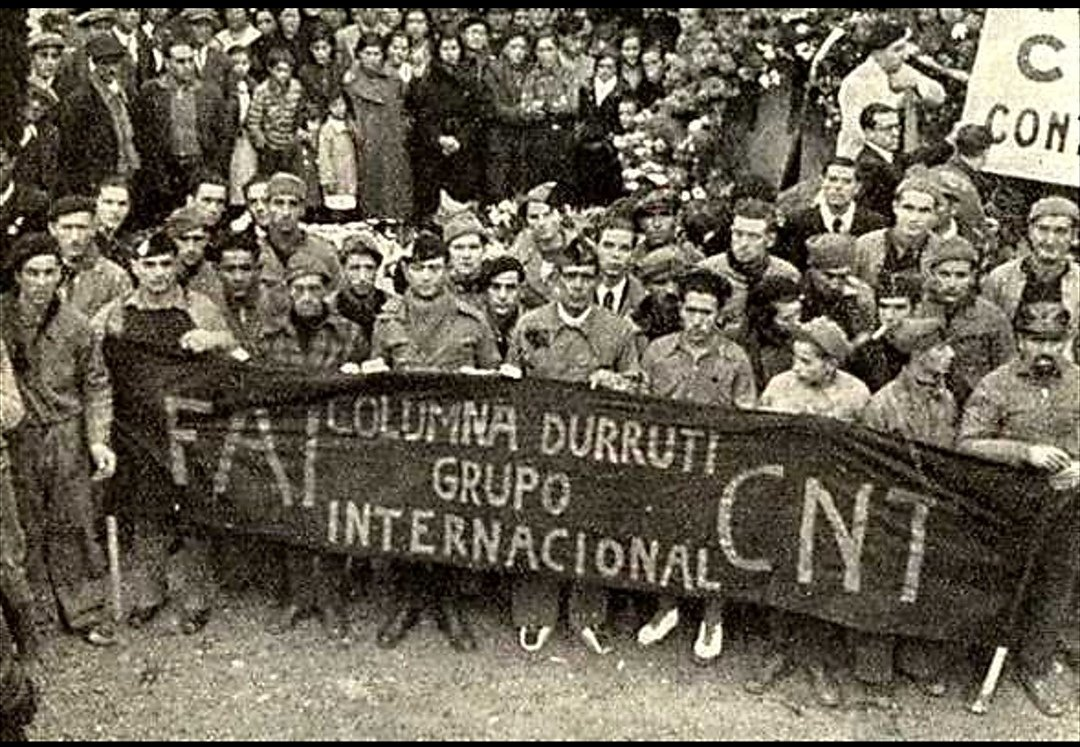
Le Groupe International de la Colonne Durruti à l’enterrement de Buenaventura Durruti (Barcelone, le 23 novembre 1936).

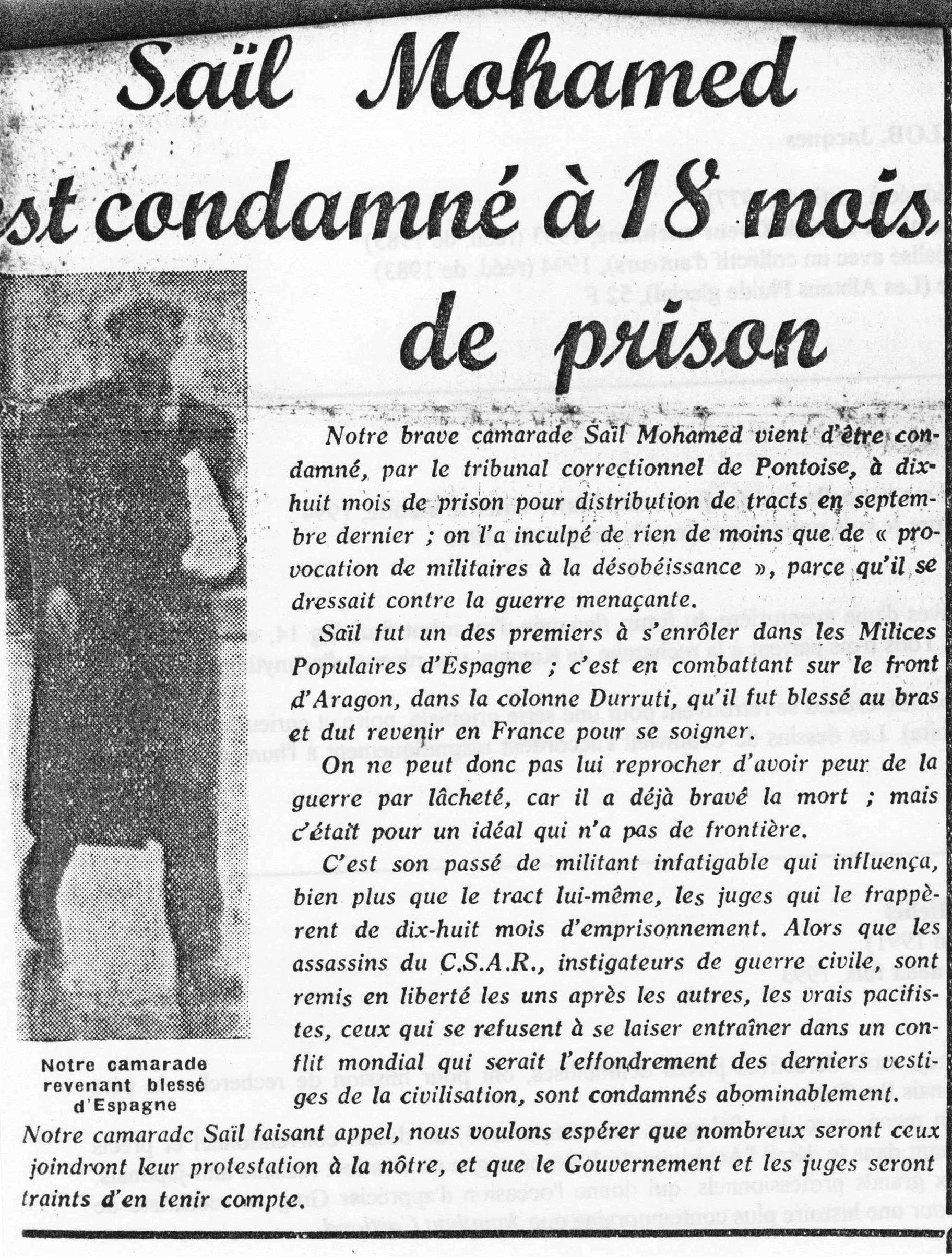
Mohamed Saïl revient blessé de la guerre civile espagnole et condamné à 18 mois de prison, SIA, 22 décembre 1938.

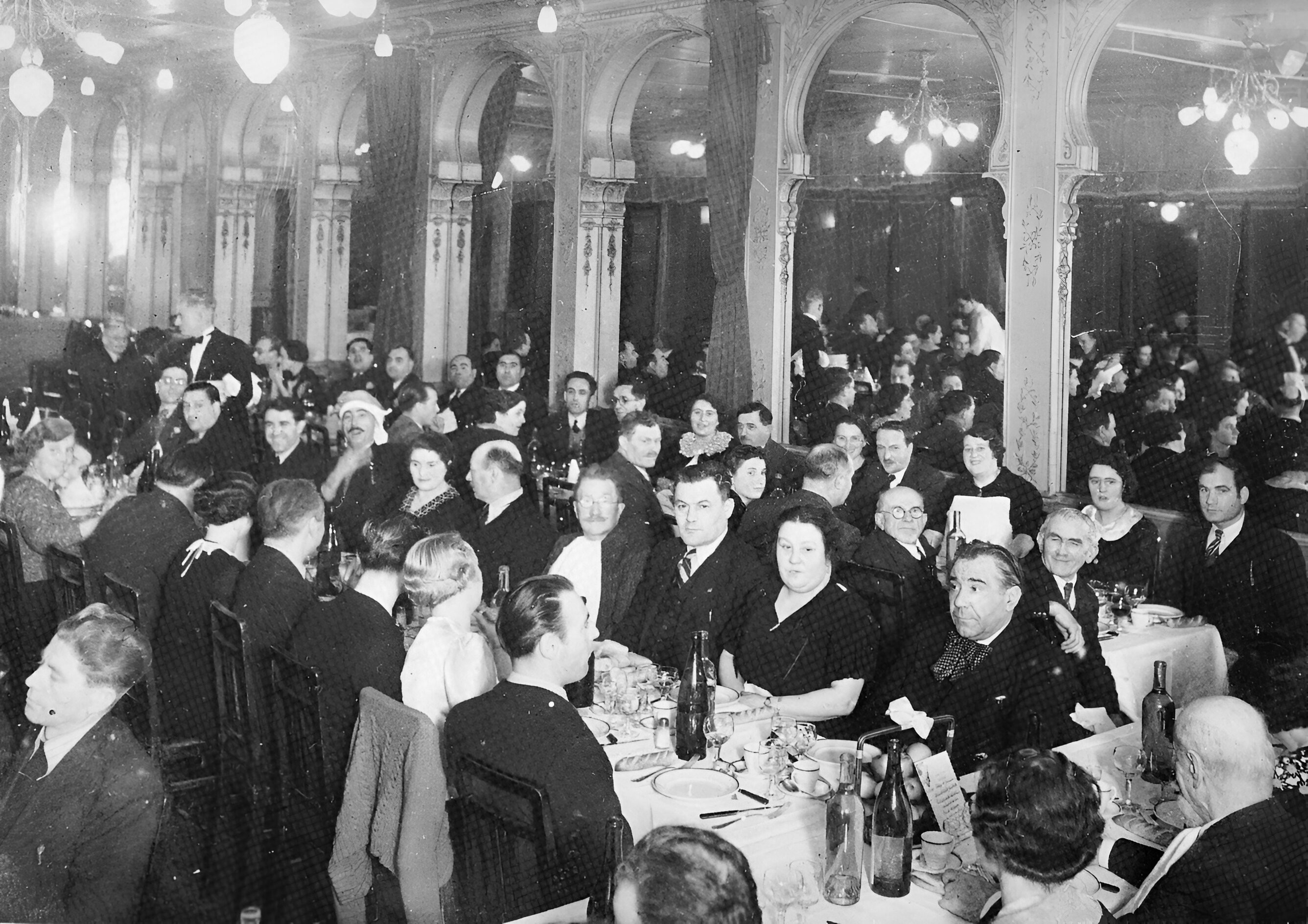
Mohamed Saïl (avec turban) au banquet des 80 ans de Sébastien Faure.

Avec le militant socialiste Mohand Amokrane Belaïdi et le militant communiste Rabah Oussidhoum, Saïl a fait partie des 500 à 800 membres de la section algérienne des Brigades internationales qui ont combattu aux côtés des républicains pendant la guerre civile espagnole.
Après le Coup d'État des 17 et 18 juillet 1936 et le début de la Révolution espagnole, Saïl, alors âgé de 42 ans, part, fin septembre 1936, rejoindre les rangs du Groupe international de la colonne Durruti avec notamment avec Louis Mercier-Vega et Charles Carpentier. Il devient, après la mort de Berthomieu à Perdiguera, le responsable du groupe. C’est lui qui le conduit à l’attaque à Quinto. Le 21 novembre 1936, en mission de reconnaissance, il est blessé au bras par une balle explosive à cent mètres des lignes franquistes. Hospitalisé à Barcelone, il regagne Aulnay-sous-Bois en janvier 1937. Mutilé, il doit désormais exercer le métier de réparateur de faïences.
Le 26 janvier 1937, aux côtés de Frémont, il fut l’orateur du meeting de soutien aux Nord Africains organisé par le groupe anarchiste de Clichy à la salle municipale et y invita les travailleurs nord africains à se grouper aux côtés des travailleurs français pour « abattre leurs exploiteurs capitalistes et lutter contre la guerre qui menace ».
Après l’Espagne, Saïl retrouve le combat anticolonialiste. Le 17 mars 1937, il participe au meeting tenu à la Mutualité par l’ensemble des organisations de la gauche révolutionnaire non stalinienne et des indépendantistes nord-africaine conduite par Messali Hadj et pour protester contre les massacres en Tunisie et l’interdiction de l’Étoile nord-africaine, où il dénonce « les mensonges de la civilisation ». Il participe au congrès de l’Union anarchiste en novembre 1937, puis reprend son travail de militant de base.
Il résidait à cette époque 16 rue d’Amiens à Aulnay et était l’un des principaux animateurs du groupe local de l’Union anarchiste, qui selon la police, comptait 92 adhérents et près de 200 sympathisants. Le 1er mai 1937 la police avait signalé qu’un drapeau noir portant l’inscription Groupement d’Aulnay-sous-Bois Ni Dieu ni maître avait flotté toute la journée sur son domicile. Les rapports de police le qualifiât de « très actif, dangereux… constitue un véritable danger social ».
Lors des évènements de mai 1937 à Barcelone, il fit plusieurs comptes rendus sur la situation des compagnons assassinés ou emprisonnés par les staliniens, dans les colonnes du Libertaire et du Combat syndicaliste.
Du 11 au 13 novembre 1937, Saïl participe au congrès de l’Union anarchiste, dans laquelle il intervient pour rappeler les conditions de lutte en Espagne. Lucien Feuillade, qui a retranscrit les propos de cette séance du congrès, a remplacé les propos de Saïl, qui comme à son habitude utilise des termes crus : « Pour avoir un fusil, j’aurais léché le cul d’un garde mobile », par « ..., j’aurais fait toutes les concessions ». (Le Libertaire no 575, 11 novembre 1937). Saïl continue son travail de militant. À nouveau arrêté pour « provocation de militaire », il est jugé par le tribunal de Pontoise et condamné en décembre 1938 à dix-huit mois de prison.

## Durant la Seconde Guerre mondiale
Au début de la Seconde Guerre mondiale, il est à nouveau arrêté lors d’une perquisition à son domicile qui entraîne la dispersion de sa bibliothèque. Libéré ou évadé du camp de Riom, où il avait été transféré, il s’occupe de la fabrication de faux papiers pendant l’Occupation.
En 1941, il aurait été détenu au camp de Riom-ès-Montagnes (Cantal). Il aurait par la suite participé à la fabrication de faux papiers pour les compagnons recherchés. Athée, il anime un groupe anarchiste au sein de la grande mosquée de Paris.

## De 1945 à son décès en 1953
Dès la Libération, Saïl reconstitue le groupe d’Aulnay-sous-Bois et relance les appels aux travailleurs algériens : « Jaloux des lauriers du pape Staline qui est en train d’imposer sa au monde arabe, tels l’Iran et la Turquie dont il veut s’accaparer, en vertu sans doute du droit des peuples à se diriger eux-mêmes, nos communistes repartis de France tentent de vous imposer une fausse doctrine dont le but est de profiter de votre crédulité [...] Travailleurs algériens! Pour qu’il n’y ait plus de caïds, de députés ou de marabouts endormeurs du peuple, venez avec nous ! » Il rejoint la CNT-AIT à sa création en 1946 et tient dans Le Libertaire une chronique de la situation en Algérie. En 1951, il est nommé responsable au sein de la commission syndicale aux questions nord-africaines. Il produit une série d’articles sur « Le calvaire des indigènes algériens ».

Dans les conflits qui déchirent la Fédération anarchiste francophone en 1952-1953, il soutient, par ouvriérisme, la prise de pouvoir par la tendance communiste libertaire de Georges Fontenis qui crée la Fédération communiste libertaire.

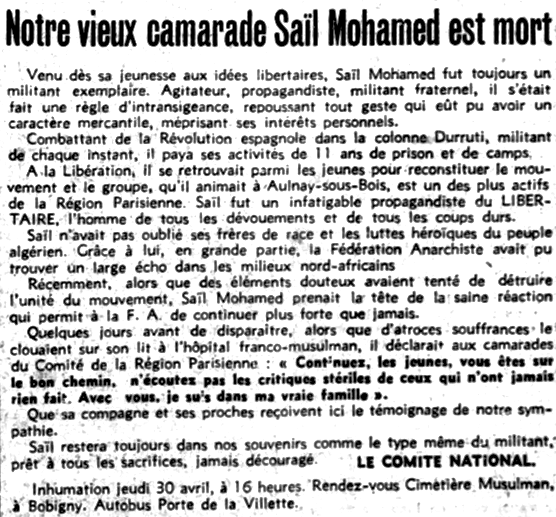
Mort de Mohamed Saïl, Le Libertaire, no 358, 30 avril 1953.

« Mon vieux Fontenis, lui écrivait-il en janvier 1952, vous êtes jeunes pour la plupart des camarades dits majoritaires, et c’est pourquoi vous ignorez que vous êtes, vous, dans la véritable ligne traditionnelle de l’anarchisme. » Mohamed Saïl meurt d'un cancer des poumons le 27 avril 1953 à l'l’hôpital franco-musulman à Bobigny. Il est inhumé au cimetière musulman de Bobigny.
Georges Fontenis prononce son éloge funèbre lors de ses funérailles le 30 avril 1953 qui se tiennent entre les deux tours d'élections municipales de 1953.

## Œuvre
Articles
Cette liste n'est pas exhaustive, Mohamed Saïl ayant écrit plusieurs articles pour diverses revues anarchistes sous différents pseudonymes, selon les compilateurs de ses écrits comme le politologue canadien Francis Dupuis-Déri et surtout l'historien français Sylvain Boulouque, qui rapporte dans son introduction au recueil des écrits de Mohamed Saïl qu'il a utilisé les pseudonymes « Léger » et « Georges ».
- Le calvaire des indigènes Algériens, Le Libertaire, no 242, 16 août 1924. Texte intégral
- À bas l'indigénat, Le Flambeau, no 22, 1er au 15 novembre 1924. Texte intégral.
- L'idéal du Parti communiste, Le Libertaire, no 341, 24 novembre 1924. Texte intégral
- Une commune mixte à Paris[33].
- Colonisation!, Le Flambeau, no 3, juillet 1926[33].
- Le centenaire de la conquête de l’Algérie, La Voix libertaire no 30, 21 septembre 1929. Texte intégral.
- À l’opinion publique, La Voix libertaire no 55, 15 mars 1930. Texte intégral.
- Les Caïds et le centenaire, Le Libertaire, no 258, 31 mai 1930. Texte intégral.
- Pour elle comme pour vous, debout peuple algérien!, L'Éveil social no 2, février 1932. Texte intégral.
- Réponse au Secours rouge, L'Éveil social, no 2, février 1933. Texte intégral
- Le cynisme des administrateurs, L'Éveil social, no 2, août 1933. Texte intégral
- L'oppression en Algérie, L'Éveil social, no 26, février 1934[33].
- Justice!, L'Éveil social, no 30, août 1934[33].
- Aux travailleurs Algériens (et aux autres...), Le combat syndicaliste, 25 janvier 1935[33].
- Un appel du Groupe anarchiste aux indigènes Algériens, La Voix libertaire no 295, 23 mars 1935[33].
- La tribune Nord-Africaine, Terre libre, no 12, édition nord-africaine, avril 1935[33].
- La « Civilisation française » en Algérie, Terre libre, no 20, décembre 1935[33].
- À bas le code de l'indigénat, Le Libertaire, no 506, 24 juillet 1936. Texte intégral
- Lettre du Front, L'Espagne antifasciste, no 17, 4 novembre 1936. Texte intégral
- Paris-Banlieu, Le Libertaire, no 529, 1er janvier 1937[33].
- Aux travailleurs Algériens, Le Libertaire, no 22, 25 mars 1946[33].
- À l'heure des élections, Le Libertaire, no 255, 9 février 1951[33].
- La mentalité Kabyle, Le Libertaire no 257, 16 février 1951, texte intégral, texte intégral.
- Le calvaire des travailleurs Nord-Africains I, Le Libertaire, no 273, 15 juin 1951[33].
- Le calvaire des travailleurs Nord-Africains II, Le Libertaire, no 274, 22 juin 1951[33].
- Le calvaire des travailleurs Nord-Africains III, Le Libertaire, no 275, 29 juin 1951[33].
- Le calvaire des travailleurs Nord-Africains IV, Le Libertaire, no 276, 6 juillet 1951[33].
- Le calvaire des travailleurs Nord-Africains V, Le Libertaire, no 277, 20 juillet 1951[33].
- Le calvaire des travailleurs Nord-Africains VI, Le Libertaire, no 278, 3 août 1951[33].
- Lettre aux Français, Le Libertaire, 3 août 1951. Texte intégral
- Algériens, ne votez pas, Tract du MLNA de 1951. Texte intégral
- L'Enfer colonial, Le Libertaire, no 279, 17 août 1951[33].
- Prisons d'Afrique du Nord, Le Libertaire no 281, 14 septembre 1951[33].
- Le Calvaire Nord-Africain I, Le Libertaire, no 282, 28 septembre 1951[33].
- Le Calvaire Nord-Africain II, Le Libertaire, no 283, 5 octobre 1951[33].

Livres
- Appels aux travailleurs Algériens, textes recueillis et présentés par Sylvain Boulouque, Groupe de Fresnes-Antony de la Fédération anarchiste (francophone), 1994, notice.
- L'étrange étranger, Écrits d'un anarchiste Kabyle, textes réunis par Francis Dupuis-Déri, collection Instinct de liberté, Lux Éditeur, Montréal (Québec), 2020, 176 p.

## Notices
- Dictionnaire des anarchistes, « Le Maitron » : notice biographique.
- Dictionnaire biographique, mouvement ouvrier, mouvement social, « Le Maitron » : notice biographique.
- Dictionnaire international des militants anarchistes : notice biographique.
- RA.forum : notice.
- Libcom : notice biographique.